# Écriture lontara
L’écriture lontara est un alphasyllabaire de la famille brahmique utilisé traditionnellement dans les langues bugi, makassar et mandar dans le sud de l’île indonésienne de Sulawesi. On l’appelle également écriture bugie ou encore bouguinaise (ou parfois aussi bouguie dans certains documents techniques, voire buginaise sur le calque du mot anglais Buginese). 
Le mot « lontara », qui est le même que le malais « lontar », désigne le palmier à sucre, dont on utilisait les feuilles comme support d’écriture en Indonésie, notamment à Bali, à Java et dans le sud de Sulawesi.
En langue bugie, on appelle cette écriture « urupu sulapa eppa », ce qui veut dire « lettres carrées ».

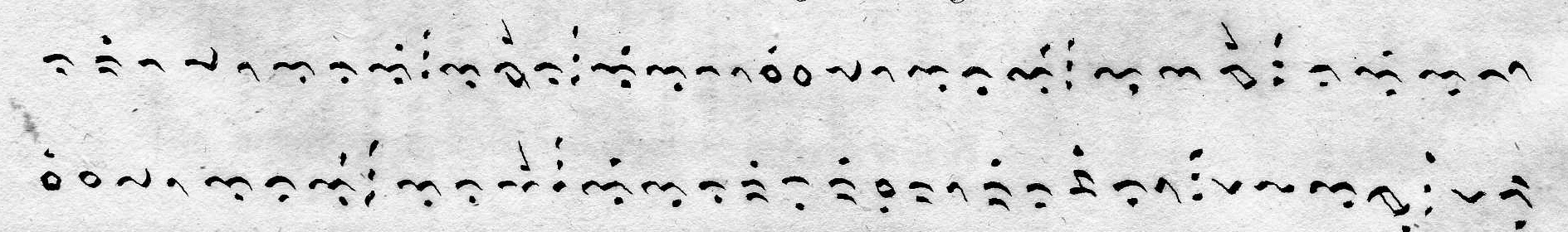
Exemple d’écriture lontara.

## Structure

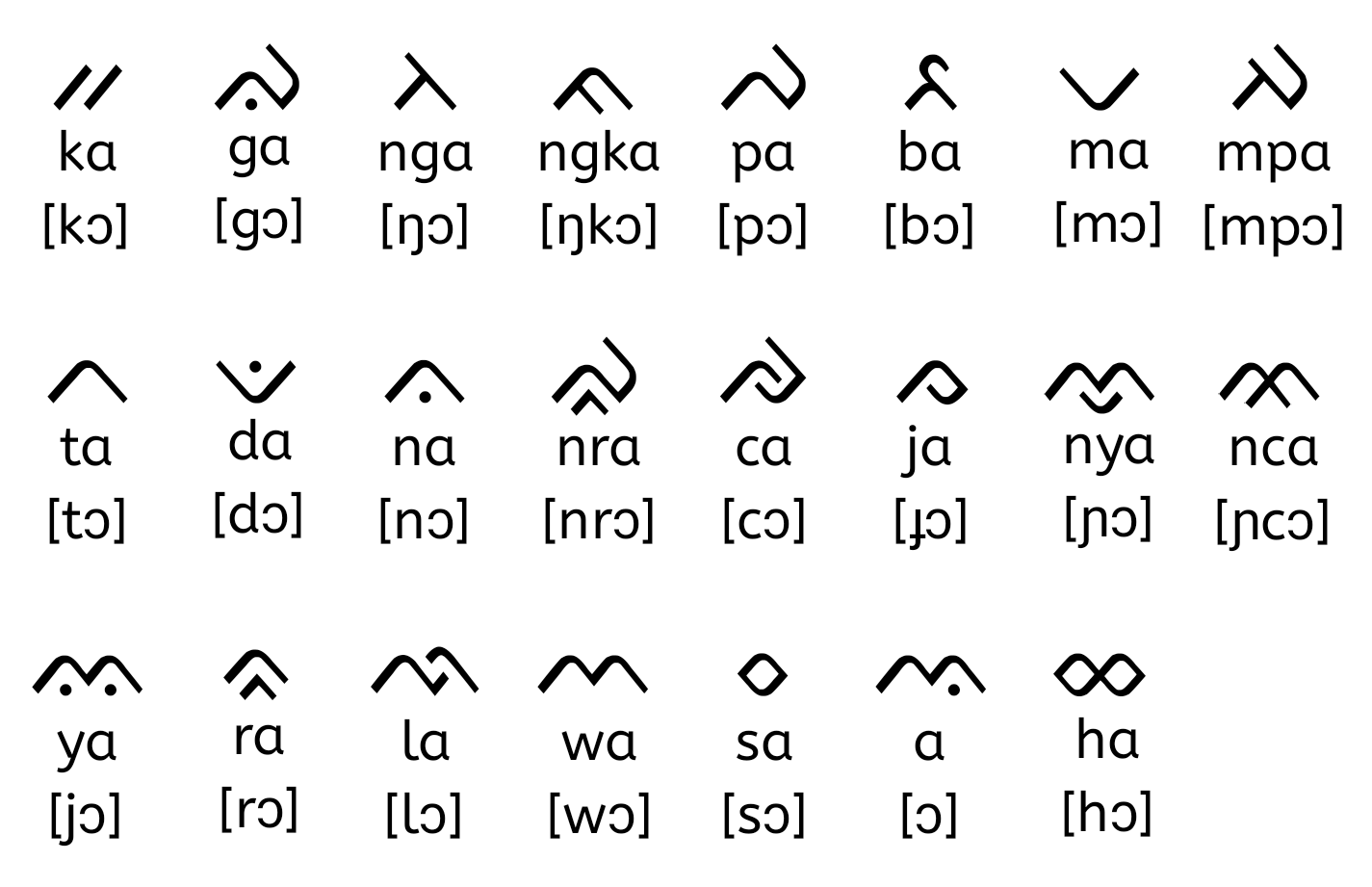
Consonnes

Le lontara s’écrit de gauche à droite. Chaque consonne est prononcée avec une voyelle a inhérente (prononcée /ɔ/, et qui peut être modifié par un signe diacritique).
Cependant, contrairement à de nombreuses écritures brahmiques, le lontara ne dispose pas (du moins traditionnellement) d'un signe virama (ou halant) pour annuler cette voyelle inhérente, notamment pour noter les consonnes finales, géminées, ou groupes de consonnes (y compris les affriquées et consonnes prénasalisées). Au lieu de cela, certaines consonnes prénasalisées (non nécessaires à la transcription de la langue makassar, mais utilisée pour la transcription de la langue bugie) sont formées par des lettres distinctes, certainement issues de ligatures (ces consonnes se classent, dans l’ordre traditionnel de l’alphasyllabaire, juste après la consonne nasale correspondante).
Deux consonnes utilisées uniquement en fin de mot, le /ŋ/ nasal et le coup de glotte /ʔ/, ne sont pas écrites. En plus, il n’y a pas de marque pour la gémination, donc une consonne finale telle que ᨄ peut être lue /pa/, /ppa/, /paʔ/, /ppaʔ/, /paŋ/, ou /ppaŋ/. Par exemple, ᨔᨑ peut être lu sara (regret, chagrin), saraʔ (règle, loi), ou encore sarang (imbriquer). 
Les différentes voyelles sont indiquées à l’aide de marques au-dessus ou à côté de la consonne. Les voyelles (ici avec la consonne vide ᨕ) sont ᨕ /a/ (sans signe diacritique ajouté car c’est la voyelle inhérente), ᨕᨗ /i/, ᨕᨘ /u/, ᨕᨙ /e/ (le diacritique est une voyelle préposée, apparaissant à gauche et non à droite de la consonne qui le porte), ᨕᨚ /o/, ᨕᨛ /ə/. 
Le peuple bouguinais tire profit de cette écriture défective (dont la lecture peut être ambiguë du fait que chacune des consonnes de base sans voyelle diacritique peut être lue jusqu'à 9 façons différentes selon les consonnes non transcrites, y compris les prénasales aujourd'hui admises par l'introduction de lettres ligaturées pour certaines combinaisons fréquentes dans l’alphasyllabaire, à cause de l'absence traditionnelle d'un signe virama) dans un jeu de langue poétique nommé ᨅᨔ ᨈᨚ ᨅᨙᨀ (Basa to Bakkéq, « la langue des Bakkeq ») qui est très proche de ᨕᨒᨚ ᨆᨒᨗᨕᨘ ᨅᨛᨈᨘᨕᨊ (élong maliung bettuanna, littéralement « chanson avec une signification profonde »).
L'écriture a toutefois été enrichie dans certaines transcription modernes de signes supplémentaires. Par exemple, on trouve parfois la notation d'un signe virama (ou halant) visible (sous forme d'un macron souscrit ou d'un point au-dessus à droite) afin de pouvoir noter la gémination, les groupes de consonnes et les consonnes finales. On trouve parfois même un signe anusvara (sous forme d'un accent circonflexe) pour noter la lettre ng finale sans voyelle inhérente (assez communément prononcée et souvent nécessaire pour des distinctions lexicales en langue bugie, comme en makassar) ou la nasalisation avant d'autres consonnes, ainsi qu'un signe de gémination de consonne : ces signes compactent l'écriture en évitant les écueils possibles lié à la seule introduction d'un signe virama (car ils évitent d'avoir à transcrire des consonnes supplémentaires, et donnent une forme plus proche visuellement de l'écriture lontara traditionnelle, où un lecteur natif non avisé serait tenté de séparer et prononcer avec leur voyelle inhérente des consonnes habituellement non écrites, mais ajoutées avec un signe virama inhabituel).
De plus, le signe de ponctuation ᨞ (appelé palláwa) est utilisé pour séparer les groupes rythmico-toniques et donc correspond de fait à la virgule ou au point des écritures gréco-latines. Le palláwa est aussi parfois utilisé pour montrer le doublement d’un mot ou de sa racine.
Des signes de ponctuations supplémentaires, dérivés des signes latins, sont parfois aussi utilisés dans les transcriptions modernes (virgule, point, point-virgule, deux-points, points d'interrogation et d'exclamation), dans une forme proche des accents et points diacritiques utilisés pour noter les voyelles, et proche également du signe palláwa. Toutefois, les signes de ponctuations sont communément utilisés aujourd’hui dans leur forme latine actuelle.
L'écriture ne comprend aucun chiffre traditionnel pour noter les nombres : les chiffres arabo-latins occidentaux sont communément utilisés (mais des chiffres arabo-persans sont possibles dans les transcriptions de textes coraniques au contact des locuteurs en ourdou et d'autres communautés d'origine pakistanaise, indienne ou bengalaise).

## Phonologie
|                                    | Voisement                          | Labiale | Labiale | Dentale | Dentale | Palatale | Palatale | Vélaire | Vélaire | Glottale | Glottale |
| ---------------------------------- | ---------------------------------- | ------- | ------- | ------- | ------- | -------- | -------- | ------- | ------- | -------- | -------- |
| Nasale                             | voisée                             | [mɔ]    | ᨆ       | [nɔ]    | ᨊ       | [ɲɔ]     | ᨎ        | [ŋɔ]    | ᨂ       |          |          |
| Prénasalisée (occlusive ou roulée) | Prénasalisée (occlusive ou roulée) | [mpɔ]   | ᨇ       | [nrɔ]   | ᨋ       | [ɲcɔ]    | ᨏ        | [ŋkɔ]   | ᨃ       |          |          |
| Occlusive et affriquée             | voisée                             | [bɔ]    | ᨅ       | [dɔ]    | ᨉ       | [ɟɔ]     | ᨍ        | [gɔ]    | ᨁ       |          |          |
| Occlusive et affriquée             | non voisée                         | [pɔ]    | ᨄ       | [tɔ]    | ᨈ       | [cɔ]     | ᨌ        | [kɔ]    | ᨀ       | [ʔ]      | —*       |
| Fricative                          | Fricative                          |         |         | [sɔ]    | ᨔ       |          |          |         |         | [hɔ]     | ᨖ        |
| Roulée                             | Roulée                             |         |         | [rɔ]    | ᨑ       |          |          |         |         |          |          |
| Spirante                           | Spirante                           | [wɔ]    | ᨓ       | [lɔ]    | ᨒ       | [jɔ]     | ᨐ        |         |         |          |          |

* /ʔ/ existe uniquement à la fin des mots (sans voyelle ajoutée) et donc n’est jamais écrite

## Unicode
L’intervalle Unicode pour le lontara est de U+1A00 jusque U+1A1F. Les zones grises indiquent des points de code non assignés.
Les cases bleues affichent des signes voyelles codés en tant que diacritiques (éventuellement redoublés pour noter les voyelles longues), combinés ici avec la lettre ᨀ ka pour des raisons de lisibilité. Il faut noter que le signe de la voyelle diacritique /e/ (U+1A19) se code bien après la consonne qui la porte, alors que visuellement elle se présente avant celle-ci (à gauche).
| en fr  | 0 | 1 | 2 | 3 | 4 | 5 | 6 | 7 | 8 | 9 | A | B | C | D | E | F |
| ------ | - | - | - | - | - | - | - | - | - | - | - | - | - | - | - | - |
| U+1A00 | ᨀ | ᨁ | ᨂ | ᨃ | ᨄ | ᨅ | ᨆ | ᨇ | ᨈ | ᨉ | ᨊ | ᨋ | ᨌ | ᨍ | ᨎ | ᨏ |
| U+1A10 | ᨐ | ᨑ | ᨒ | ᨓ | ᨔ | ᨕ | ᨖ | ᨀᨗ | ᨀᨘ | ᨀᨙ | ᨀᨚ | ᨀᨛ |   |   | ᨞ | ᨟ |

Note : si visuellement dans la table ci-dessus (ou les exemples ci-après) le signe U+1A19 apparait incorrectement à droite de la lettre de base ᨀ ka (et non préposé à gauche de la lettre), soit la police utilisée n'est pas entièrement conforme à Unicode, soit le moteur de rendu du texte utilisé par le logiciel navigateur qui affiche cette page ne sait pas entièrement gérer l'écriture lontara.

## Exemples
| ᨕᨛᨛᨃ                | ᨕᨛᨃ                | ᨄᨑ᨞               | ᨕᨛᨃ           | ᨔᨙᨕᨘᨓ          | ᨓᨛᨈᨘ᨞          | ᨕᨛᨃ       | ᨔᨙᨕᨘᨓ      | ᨕᨑᨘ              | ᨆᨀᨘᨋᨕᨗ            | ᨑᨗ      | ᨒᨘᨓᨘ᨞    | ᨆᨔᨒ                 | ᨕᨘᨒᨗ᨞                 |
| əŋka              | əŋka              | gareʔ,            | əŋka         | seuwa        | wəttu,       | əŋka     | seuwa    | aruŋ            | makunrai        | ri     | luwu,  | masala              | uli.                |
| Il était une fois | Il était une fois | Il était une fois | une histoire | une histoire | une histoire | au sujet | au sujet | d’une princesse | d’une princesse | à Luwu | à Luwu | qui avait la lèpre. | qui avait la lèpre. |

### Un extrait deLatoa
| ᨊᨀᨚ                                                                | ᨕᨛᨃ   | ᨈᨕᨘᨄᨔᨒ᨞     | ᨕᨍ  | ᨆᨘᨄᨈᨒᨒᨚᨓᨗ       | ᨄᨌᨒᨆᨘ     | ᨑᨗᨈᨚᨄᨔᨒᨙᨕ᨞      |
| nako                                                              | əŋka | taupasala, | aja | mupatalalowi | pacalamu | ritopasalae, |
| Si vous avez à faire avec une personne coupable de quelque chose, |      |            |     |              |          |              |

| ᨄᨔᨗᨈᨘᨍᨘᨓᨗᨆᨘᨈᨚᨓᨗᨔ                         | ᨕᨔᨒᨊ    | ᨄᨌᨒᨆᨘ᨞     |
| pasitujuwimutowisa                | asalana | pacalamu. |
| ne le punissez pas trop durement. |         |           |

| ᨕᨄ                                                                     | ᨕᨗᨀᨚᨊᨈᨘ    | ᨊᨁᨗᨒᨗ    | ᨉᨙᨓᨈᨙᨕ᨞    |
| apa                                                                    | ikonatu | nagəli | dewatae, |
| Faites toujours en sorte que la peine soit proportionnelle à la faute, |         |        |          |

| ᨊᨀᨚ                                                            | ᨅᨕᨗᨌᨘᨆᨘᨄᨗ                                                         | ᨕᨔᨒᨊ                                                          | ᨈᨕᨘᨙᨓ᨞                                                          | ᨆᨘᨙᨄᨑᨍᨕᨗᨔ᨞              |
| nako                                                          | baicumupi                                                     | asalana                                                       | tauwe,                                                        | muperajaisa.         |
| sinon Dieu sera fâché avec vous si la faute n’est pas grande, | sinon Dieu sera fâché avec vous si la faute n’est pas grande, | sinon Dieu sera fâché avec vous si la faute n’est pas grande, | sinon Dieu sera fâché avec vous si la faute n’est pas grande, | que vous l’exagérez. |

| ᨄᨉᨈᨚᨓᨗ᨞     | ᨊᨀᨚ                            | ᨄᨔᨒᨕᨗ                          | ᨈᨕᨙᨓ᨞                          |
| padatowi, | nako                          | pasalai                       | tauwe,                        |
| De même,  | si une personne est coupable, | si une personne est coupable, | si une personne est coupable, |

| ᨕᨍ                                                                  | ᨈᨗᨆᨘᨌᨒᨕᨗ     | ᨑᨗᨔᨗᨈᨗᨊᨍᨊᨙᨕᨈᨚᨔ         | ᨕᨔᨒᨊ᨞    |
| aja                                                                 | təmucalai | risitinajanaetosa | asalana. |
| ne la laissez pas partir sans une punition en accord avec sa faute. |           |                   |          |